# Hurrikan Stan
Der Hurrikan Stan war der achtzehnte namentlich benannte Sturm und der zehnte atlantische Hurrikan des äußerst sturmreichen Jahres 2005. Es war erst das zweite Mal seit Einführung der alphabetischen Bezeichnungen für Hurrikans im Jahre 1953, dass der Buchstabe S der Namenssequenz erreicht wird. Mit maximalen mittleren Windgeschwindigkeiten von 130 km/h, die er zudem nur für kurze Zeit erreichte, wurde Stan auf der Saffir-Simpson-Hurrikan-Windskala der Kategorie 1 zugeordnet und war damit weniger stark als die Hurrikane Katrina und Rita, die wenige Wochen vorher wüteten. Starke Regenfälle und dadurch ausgelöste Überflutungen, Erdrutsche und Schlammlawinen forderten in den mittelamerikanischen Staaten Mexiko, El Salvador und Guatemala offiziell über 1000 Tote. Da man davon ausgehen muss, dass die tatsächliche Opferzahl bei über 2000 liegt, hat Hurrikan Stan in der atlantischen Hurrikansaison 2005 die meisten Opfer gefordert.
Hurrikan Stan ähnelte dem sieben Jahre früher aufgetretenen, verheerenden Hurrikan Mitch.

## Verlauf

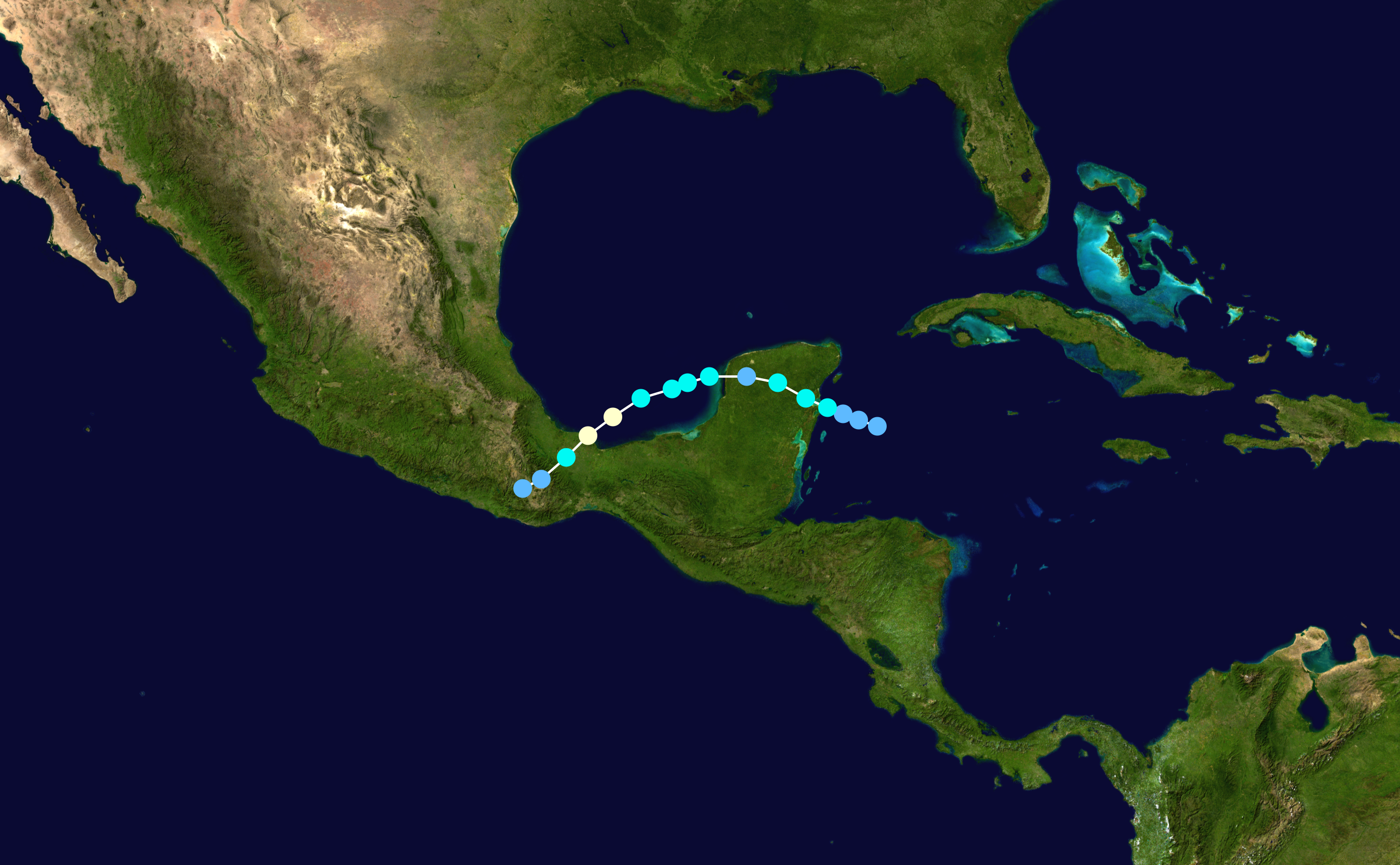
Zugbahn

Stan entstand aus einer atmosphärischen Welle, die am 17. September 2005 noch über der afrikanischen Küste lag. Über der westlichen Karibik wandelte sich die atmosphärische Welle am 1. Oktober 2005 in ein Tiefdruckgebiet. Vor der Küste der Halbinsel Yucatán verstärkte sie sich in den frühen Morgenstunden des 2. Oktober zu einem tropischen Sturm. Stan überquerte Yucatán in westlicher Richtung, ohne Hurrikanstärke erreicht zu haben, und schwächte sich wieder zum Tiefdruckgebiet ab. Über dem warmen Wasser der Bucht von Campeche wurde Stan erneut stärker und wurde am 4. Oktober um 04.00 Uhr (CDT) mit Erreichen einer mittleren Windgeschwindigkeit von mehr als 119 km/h als Hurrikan der Kategorie 1 eingestuft. Am selben Morgen erreichte er südlich des mexikanischen Veracruz die Küste und schwächte sich dann über Land schnell ab, verursachte als Tiefdruckgebiet aber weiterhin starke Regenfälle.

## Auswirkungen
Die durch Stan verursachten starken Niederschläge führten im südlichen und östlichen Mexiko und weiten Teilen Zentralamerikas zu schweren Überschwemmungen, Erdrutschen und Schlammlawinen. Es wurden bis zu 500 mm Niederschlag gemessen, insbesondere am äußeren Rand des Sturms, wo die Winde selbst weniger stark waren. 

### Guatemala
Zwei Dörfer mit rund 1.400 Einwohnern wurden vollständig unter Schlammlawinen begraben, die genaue Zahl der Opfer wird wohl nicht festgestellt werden können. Weite Teile des Landes waren von schweren Überschwemmungen betroffen. 663 Tote wurden bis 18. Oktober 2005 offiziell bestätigt, und 884 Menschen galten als vermisst.

### El Salvador
Über 300 Orte waren von Überflutungen betroffen, und 54.000 Menschen waren gezwungen zu fliehen. 72 Tote wurden offiziell bestätigt.
Die Situation verschärfte sich zusätzlich durch den Ausbruch des Vulkans Santa Ana am 2. Oktober 2005. Zahlreiche Straßen, darunter auch die Panamericana, waren zeitweise durch Erdrutsche unpassierbar.

### Mexiko
Betroffen waren die Bundesstaaten Chiapas, Hidalgo, Oaxaca, Puebla und Veracruz.
Etwa 100.000 Bewohner bestimmter Küstenabschnitte des Golf von Mexikos mussten evakuiert werden. Schäden durch Wind und Überflutungen wurden aus Gegenden um die Küstenstädte Veracruz, Boca del Río, San Andrés Tuxtla, Santiago Tuxtla, Minatitlán und Coatzacoalcos gemeldet, ebenso aus der weiter im Binnenland gelegenen Stadt Xalapa.
Nachdem sich Stan weiter in den Westen des Isthmus von Tehuantepec in die Sierra Madre del Sur verlagert hatte, wurden die Bundesstaaten Oaxaca und Chiapas von schweren Regenfällen heimgesucht. In Chiapas wurde die Stadt Tapachula schwer beschädigt. Sie war zeitweise nur aus der Luft erreichbar, da alle Brücken durch hochwasserführende Flüsse zerstört wurden.
Schäden wurden auch aus dem Bundesstaat Puebla gemeldet.
Die staatliche Ölgesellschaft Pemex evakuierte vorsorglich 270 Arbeiter von Ölplattformen im Golf von Mexiko, die jedoch keinen Schaden erlitten.

### Honduras
Aus Honduras wurden 7 Tote gemeldet. Über 7000 Menschen wurden evakuiert und über 2000 Häuser zerstört.

### Nicaragua
Nicaragua meldete 10 Opfer.